# Inverhuron Provincial Park
Inverhuron Provincial Park är en park i Kanada.   Den ligger i provinsen Ontario, i den sydöstra delen av landet, 500 km väster om huvudstaden Ottawa. Inverhuron Provincial Park ligger 192 meter över havet.
Terrängen runt Inverhuron Provincial Park är platt. Runt Inverhuron Provincial Park är det glesbefolkat, med 11 invånare per kvadratkilometer.. Närmaste större samhälle är Kincardine, 13,4 km söder om Inverhuron Provincial Park. 
Trakten runt Inverhuron Provincial Park består till största delen av jordbruksmark.